# Метагидроксид висмута
Метагидроксид висмута — неорганическое соединение, гидрат оксида висмута(III) с формулой BiO(OH) (или Bi2O3•H2O), белые кристаллы, не растворимые в воде.

## Получение
- Разложение при нагревании гидроксида висмута:

{\displaystyle {\mathsf {Bi(OH)_{3}\ {\xrightarrow {100^{o}C}}\ BiO(OH)+H_{2}O}}}
- или

{\displaystyle {\mathsf {Bi_{2}O_{3}\cdot 3H_{2}O\ {\xrightarrow[{-H_{2}O}]{100^{o}C}}\ Bi_{2}O_{3}\cdot 2H_{2}O\ {\xrightarrow[{-H_{2}O}]{310^{o}C}}\ Bi_{2}O_{3}\cdot H_{2}O\ {\xrightarrow[{-H_{2}O}]{420^{o}C}}\ Bi_{2}O_{3}}}}

## Физические свойства
Метагидроксид висмута — белые кристаллы, нерастворимые в воде, p ПР = 9,40.

## Химические свойства
- При нагревании разлагается:

{\displaystyle {\mathsf {2BiO(OH)\ {\xrightarrow {500-600^{o}C}}\ Bi_{2}O_{3}+H_{2}O}}}
- Реагирует с концентрированными горячими кислотами:

{\displaystyle {\mathsf {BiO(OH)+3HCl\ {\xrightarrow {70-80^{o}C}}\ BiCl_{3}+2H_{2}O}}}
- Под действием окислителей в щелочной среде образуются висмутаты:

{\displaystyle {\mathsf {BiO(OH)+3NaOH+Cl_{2}\ {\xrightarrow {}}\ NaBiO_{3}+2NaCl+2H_{2}O}}}